# Marguerite Huré
Marguerite Huré (* 9. Dezember 1895 in Paris; † 26. Oktober 1967 ebenda) ist eine französische Malerin und Glasmalerin. Als erste gestaltete sie Kirchenfenster mit abstrakten Ornamenten.

## Leben und Werk
Marguerite Félicie Augustine Huré wuchs in der Rue Michel Bizot in Paris (12. Arrondissement) auf. Ihr Vater war Versicherungsangestellter, der Beruf der Mutter ist nicht bekannt.
Sie lernte Zeichnen an der Académie Julian und besuchte von 1914 bis 1919 die Kurse des Bildhauers Laurent Marqueste an der École des beaux-arts de Paris. Zu dieser Zeit wurde sei Plum genannt und teilte sich ein Atelier in der Rue Notre-Dame-des-Champs 86 mit Renée Trudon und Jeanne Malivel, die sie durch ihr auffällig männliches Auftreten und Kleiden schockierte. Anschließend studierte sie die Kunst der Glasmalerei bei dem Glasmaler Émile Ader und lernte Maurice Denis kennen, der sie stark beeinflusste und ihr zahlreiche Aufträge vermittelte. Über die Wahl der Glasmalerei als Kunstform wird sie sagen: „Ich habe drei Jahre lang an der Kunstakademie Bildhauerei betrieben, mich dann aber der Glasmalerei zugewandt, weil sie die vollständigste Kunst ist, zugleich Wissenschaft und Weissagung, gelehrte Technik und Poesie. Hat die Glasmalerei in den Kathedralen nicht genauso viel Platz wie die Skulptur?“ (in: Les Dimanches de la femme, 13. Oktober 1929)
1920 gründete sie ihr eigenes Atelier, das sich ab 1926 in der Rue François-Guibert 12 (Paris, 14. Arrondissement) befand. Drei Jahre später ließ Auguste Perret ihr ein helles Atelier in der Rue du Belvédère 25 in Boulogne-Billancourt bauen, direkt neben dem Atelier von Dora Gordine, in dem Marguerite Huré von 1929 bis 1939 arbeitete.
Marguerite Huré arbeitete vor allem im Rahmen der Ateliers d'art sacré in der Rue Notre-Dame-des-Champs mit Künstlern wie Maurice Denis, George Desvallières, Marie Alain Couturier, Valentine Reyre und Jean Bazaine sowie mit zahlreichen Architekten, darunter Auguste Perret, zusammen. Letzterer ließ sie an der Eglise Notre-Dame du Raincy, der Kapelle der école de la Colombière in Chalon-sur-Saône und an der Kirche Saint-Joseph du Havre arbeiten.
1933 gab sie zu, dass sie 1928 die Glasfenster der Kirche in Fécamp, mit deren Restaurierung sie beauftragt war, aus finanziellen Gründen an einen amerikanischen Sammler verkauft hatte.
Die junge Frau in Latzhose, die Pfeife raucht, war stolz auf ihre Unabhängigkeit in einer angesehenen und männlich dominierten Kunstdomaine. Sie faszinierte mit ihrem Auftreten die zeitgenössische Presse, die ihr zahlreiche Porträts widmete, so in Comœdia, Le Figaro, Les Dimanches de la femme, L’Intransigeant, Le Gaulois, La Croix, Le Journal.
Nach dem Krieg arbeitete sie mit Marcelle Lecamp (1910–2000), ebenfalls Glaskünstlerin, zusammen, die später ihre Lebensgefährtin wurde und nach ihrem Tod ihr Erbe verwaltete.
Marguerite Huré starb am 26. Oktober 1967 in Paris. Der Nachlass der beiden Künstlerinnen, Marguerite Huré und Marcelle Lecamp, wird im Musée des Années Trente aufbewahrt. Ihr Archiv im Archives départementales des Yvelines.

## La Brique Huré
Sie entwickelte insbesondere den Huré-Ziegel, einen weißen Hohlziegel, dessen Enden mit Falzen versehen sind und der auf der Innenseite ein farbloses und auf der Außenseite ein farbiges Glas erhält, wodurch man mit den Lichtreflexen spielen und eine farbige Atmosphäre schaffen kann. Das Verfahren war jedoch wenig erfolgreich, da es nur in der Kirche Notre-Dame-des-Missions in Épinay-sur-Seine und in der Sofar-Kirche im Libanon verwendet wurde, die von dem libanesischen Architekten Edde erbaut worden war und heute zerstört ist.

## Ehrung
Ein Park im 12. Arrondissement von Paris, ihrem Geburtsviertel, trägt seit 2020 ihren Namen – Jardin Marguerite-Huré.

## Werke
Église Saint-Joseph du Havre: Die Raumwirkung wird durch das Zusammenspiel der Architektur, des Materials Beton, der Lichtführung und der Glasfarben erzielt

Link zum Bild

- Église Notre-Dame du Raincy, Frankreich[4]
- Chapelle de l’école de la Colombière in Chalon-sur-Saône, Frankreich
- Église Saint-Joseph du Havre, Frankreich[5]
- Vitraux de l'église saint Budoc à Beuzec-Conq, Frankreich
- Église de la Trinité de Fécamp, Frankreich
- Église Notre-Dame-des-Missions d'Epinay-sur-Seine, Frankreich (Glasfenster nach einer Zeichnung von Valentine Reyre, erstmals 1931 ausgestellt bei der Exposition coloniale internationale de Vincennes, bevor sie in Epinay-sur-Seine eingebaut wurden)
- Krypta der Kirche Notre-Dame de Toute Grâce du Plateau d’Assy, Frankreich
- Église Sainte-Foy in Burzy, Frankreich
- Chapelle du Petit séminaire du Sacré-Cœur de Voreppe, Frankreich
- Gymnasium Jean XXIII in Herbiers, Frankreich